# Gouvernement Landry
Monarchie 
 constitutionnelle à 
 régime parlementaire
Gouvernement 
 Lucien Bouchard Gouvernement 
 Jean Charest
Le gouvernement Bernard Landry est le nom du 32e conseil exécutif du gouvernement québécois. Devenu premier ministre du Québec à la suite de la démission de son prédécesseur Lucien Bouchard, Bernard Landry occupa le poste du 8 mars 2001 au 29 avril 2003.

## Caractéristiques
Bernard Landry hérite d'un gouvernement dont la cote de popularité est au plus bas. Une partie de la population est mécontente et déplore la dégradation des services dans le système de santé et la loi sur les fusions forcées des municipalités que vient de voter le gouvernement Bouchard. Au cours de ses deux ans de pouvoir, le nouveau Premier Ministre tente de redonner un peu de dynamisme à son gouvernement en misant entre autres sur la lutte contre la pauvreté. Il fait adopter une loi anti-pauvreté et accorde la parité à tous les prestataires d'aide sociale. Il se prononce pour la mondialisation. Il parvient à une entente avec les Cris sur le développement hydro-électrique de la Baie James. Il adhère au protocole de Kyoto.
Landry promet également de donner un souffle nouveau la question nationale. En attendant, les luttes contre Ottawa portent surtout sur le déséquilibre fiscal entre le fédéral et les provinces qui existe depuis les coupures dans la péréquation du ministre des Finances fédéral, Paul Martin, afin d'atteindre son objectif du déficit zéro. Mais, loin de vouloir régler le déséquilibre fiscal, le gouvernement de Jean Chrétien nie son existence.

## Chronologie
- 8 mars 2001 : assermentation du cabinet Landry devant le lieutenant-gouverneur Lise Thibault.
- 22 mars 2001 : le discours du Trône de la première session du gouvernement Landry met l'accent sur la question nationale et la lutte à la pauvreté
- Avril 2001 : Bernard Landry déplore qu'il n'ait pu participer au Sommet des Amériques.
- Juillet 2001 : tournée économique de Bernard Landry en Europe.
- 23 octobre 2001: Québec et les Cris signent une entente portant sur le développement des ressources naturelles à la Baie James. Elle permet la création d'un barrage sur la rivière Eastmain et doit durer 50 ans.
- 1er novembre 2001 : à cause du contexte de ralentissement économique, Pauline Marois présente un second budget pour l'année en cours.
- 29 janvier 2002 : insatisfaits d'avoir été évincés du prochain remaniement ministériel, Guy Chevrette et Jacques Brassard démissionnent[1]. Le lendemain, Bernard Landry remanie son cabinet des ministres et il présente le plus gros cabinet ministériel de l'histoire du Québec avec 36 représentants.
- 12 février 2002 : Gilles Baril démissionne à son tour. Il dit avoir été très secoué par les accusations entourant son départ au Mexique avec un lobbyiste connu.
- 7 mars 2002 : le rapport de la commission Séguin fait état d'un déséquilibre fiscal entre le fédéral et les provinces, qui ira en s'aggravant si rien n'est fait pour le régler. Ottawa nie le déséquilibre fiscal.
- 12 mai 2002 : dépôt du projet de loi anti-pauvreté donnant un revenu minimum garanti aux travailleurs ayant le salaire minimum, aux chômeurs et aux assistés sociaux inaptes au travail.
- 2 août 2002 : Québec adhère aux principes du protocole de Kyoto.
- 7 septembre 2002 : au conseil national du PQ, à Gatineau, Landry demande la mobilisation de ses 68 000 membres afin de réaliser la souveraineté dans 1000 jours.
- Octobre 2002 : Forum national sur le déséquilibre fiscal. Le Conseil du patronat du Québec fait bande à part dans la déclaration finale acceptée par les partis en présence.
- 14 avril 2003 : le Parti libéral de Jean Charest remporte les élections générales avec 76 candidats élus contre 45 au Parti québécois. Le PLQ a obtenu 46 % des votes, le PQ 33 %, et l'ADQ 18 %.

## Composition

### Premier cabinet (mars 2001 – janvier 2002)

#### Composition initiale (8 mars 2001)
| Fonctions | Titulaire        |
| --- | ---------------- |
| Premier ministre | Bernard Landry   |
| Vice-première ministre Ministre des Finances Ministre d'État à l'Économie et aux Finances Ministre de la Recherche, de la Science et de la Technologie                                                                                             | Pauline Marois   |
| Président du Conseil du Trésor Ministre d'État à l'Administration et à la Fonction publique Ministre responsable de l'Administration et de la Fonction publique                                                                                    | Sylvain Simard   |
| Ministre de l'Agriculture, des Pêcheries et de l'Alimentation | Maxime Arseneau  |
| Ministre de l'Environnement | André Boisclair  |
| Ministre de la Justice | Paul Bégin       |
| Ministre des Relations avec les Citoyens et de l'Immigration Ministre responsable des Relations avec les francophones hors Québec Ministre délégué aux Affaires intergouvernementales canadiennes                                                  | Joseph Facal     |
| Ministre des Ressources naturelles Ministre responsable de la Réforme parlementaire | Jacques Brassard |
| Ministre du Revenu | Guy Julien       |
| Ministre de la Sécurité publique | Serge Ménard     |
| Ministre des Transports Ministre responsable de la Faune et des Parcs Ministre responsable de la Réforme électorale Ministre délégué aux Affaires autochtones                                                                                      | Guy Chevrette    |
| Ministres d'État |                  |
| Ministre d'État aux Affaires municipales et à la Métropole Ministre des Affaires municipales et de la Métropole | Louise Harel     |
| Ministre d'État à la Culture et aux Communications Ministre de la Culture et des Communications Vice-présidente du Conseil du Trésor Ministre responsable de l'Autoroute de l'information Ministre responsable de la Charte de la langue française | Diane Lemieux    |
| Ministre d'État à l'Éducation et à la Jeunesse Ministre de l'Éducation | François Legault |
| Ministre d'État à la Famille et à l'Enfance Ministre de la Famille et de l'Enfance Ministre responsable des Aînés Ministre responsable de la Condition féminine                                                                                    | Linda Goupil     |
| Ministre d'État aux Régions Ministre des Régions Ministre de l'Industrie et du Commerce Ministre responsable du Loisir et du Sport | Gilles Baril     |
| Ministre d'État aux Relations internationales Ministre des Relations internationales | Louise Beaudoin  |
| Ministre d'État à la Santé et aux Services sociaux Ministre de la Santé et des Services sociaux | Rémy Trudel      |
| Ministre d'État au Travail, à l'Emploi et à la Solidarité sociale Ministre de l'Emploi et de la Solidarité sociale Ministre du Travail | Jean Rochon      |
| Ministres délégués |                  |
| Ministre déléguée à la Lutte contre la pauvreté et l'exclusion | Nicole Léger     |
| Ministre délégué à la Recherche, à la Science et à la Technologie | David Cliche     |
| Ministre déléguée à la Santé, aux Services sociaux et à la Protection de la jeunesse | Agnès Maltais    |
| Ministre délégué au Tourisme, au Loisir et au Sport | Richard Legendre |
| Ministre délégué aux Transports et à la Politique maritime | Jacques Baril    |
| Secrétaires d'État |                  |
| Secrétaire d'État à l'Accueil et à l'Intégration des immigrants | André Boulerice  |
| Secrétaire d'État à la Condition féminine | Jocelyne Caron   |
| Secrétaire d'État aux Infrastructures municipales | Claude Boucher   |
| Secrétaire d'État aux Régions-ressources | Lucie Papineau   |
| Ministres responsables des régions |                  |
| Abitibi-Témiscamingue | Rémy Trudel      |
| Bas-St-Laurent | Gilles Baril     |
| Capitale-Nationale | Paul Bégin       |
| Centre-du-Québec | Jacques Baril    |
| Chaudière-Appalaches | Linda Goupil     |
| Côte-Nord | Jacques Brassard |
| Estrie (délégué régional) | Claude Boucher   |
| Gaspésie–Îles-de-la-Madeleine | Maxime Arseneau  |
| Lanaudière | Guy Chevrette    |
| Laurentides | François Legault |
| Laval | David Cliche     |
| Mauricie | Guy Julien       |
| Montérégie | Pauline Marois   |
| Montréal | Louise Harel     |
| Nord-du-Québec | Guy Chevrette    |
| Outaouais | Sylvain Simard   |
| Saguenay–Lac-Saint-Jean | Jacques Brassard |
| Fonctions parlementaires |                  |
| Leader parlementaire | Jacques Brassard |
| Whip en chef du gouvernement | Michel Morin     |

#### Ajustement du21 mars 2001
- Joseph Facal : ministre responsable des Relations avec les communautés francophones et acadiennes[4].

#### Ajustement du21 juin 2001
- Rosaire Bertrand : ministre délégué responsable de la région de la Capitale-Nationale.

#### Ajustement du14 novembre 2001
- André Boisclair : ministre d'État à l'Environnement et à l'Eau[5].
- Rita Dionne-Marsolais : ministre déléguée aux Ressources naturelles[6].
- François Legault : ministre d'État à l'Éducation et à l'Emploi et ministre responsable de l'Emploi[7].
- Richard Legendre : ministre responsable de la Jeunesse, du Tourisme, des Loisirs et du Sport[8].
- Jean Rochon : ministre d’État au Travail et à la Solidarité sociale et ministre de la Solidarité sociale[9].

### Second cabinet (janvier 2002 – mars 2003)

#### Composition initiale (30 janvier 2002)
| Fonctions | Titulaire               |
| --- | ----------------------- |
| Premier ministre | Bernard Landry          |
| Vice-première ministre Ministre d'État à l'Économie et aux Finances Ministre des Finances Ministre de l'Industrie et du Commerce Ministre de la Recherche, de la Science et de la Technologie Ministre responsable de la Montérégie                                                                                                   | Pauline Marois          |
| Président du Conseil du Trésor Ministre d'État à l'Administration et à la Fonction publique Ministre responsable de l'Administration et de la Fonction publique | Joseph Facal            |
| Ministre de l'Agriculture, des Pêcheries et de l'Alimentation Ministre responsable de la région de la Gaspésie—Îles-de-la-Madeleine | Maxime Arseneau         |
| Ministre de la Justice Procureur général | Paul Bégin              |
| Ministre des Ressources naturelles | François Gendron        |
| Ministre du Revenu Ministre responsable de la région de la Mauricie | Guy Julien              |
| Ministre de la Sécurité publique | Normand Jutras          |
| Ministre des Transports Ministre responsable de la région de Laval | Serge Ménard            |
| Ministre responsable de la Jeunesse, du Tourisme, du Loisir et du Sport Ministre responsable de la Faune et des Parcs Ministre responsable de la région des Laurentides | Richard Legendre        |
| Ministres d'État |                         |
| Ministre d'État aux Affaires municipales et à la Métropole, à l'Environnement et à l'Eau Ministre des Affaires municipales et de la Métropole Ministre de l'Environnement Ministre responsable de la région de Montréal | André Boisclair         |
| Ministre d'État à la Culture et aux Communications Ministre de la Culture et des Communications Ministre responsable de l'Autoroute de l'information Ministre responsable de la Charte de la langue française | Diane Lemieux           |
| Ministre d'État à l'Éducation et à l'Emploi Ministre de l'Éducation Ministre responsable de l'Emploi Ministre responsable de la région de l'Outaouais | Sylvain Simard          |
| Ministre d'État à la Population, aux Régions et aux Affaires autochtones Ministre des Régions Ministre responsable des Relations avec les citoyens et de l'Immigration Ministre responsable des Affaires autochtones Ministre responsable de la Politique de la natalité Ministre responsable de la région de l'Abitibi-Témiscamingue | Rémy Trudel             |
| Ministre d'État aux Relations internationales Ministre des Relations internationales Ministre responsable de la Francophonie Ministre responsable de l'Observatoire de la mondialisation | Louise Beaudoin         |
| Ministre d'État aux Ressources humaines et au Travail Ministre du Travail | Jean Rochon             |
| Ministre d'État à la Santé et aux Services sociaux Ministre de la Santé et des Services sociaux Ministre responsable de la région de Lanaudière | François Legault        |
| Ministre d'État à la Solidarité sociale, à la Famille et à l'Enfance Ministre de la Solidarité sociale Ministre de la Famille et de l'Enfance Ministre responsable des Aînés Ministre responsable de la Condition féminine Ministre responsable de la région Chaudière-Appalaches                                                     | Linda Goupil            |
| Ministres délégués |                         |
| Ministre délégué aux Affaires autochtones Ministre délégué au Développement du Nord québécois Ministre responsable de la région du Nord-du-Québec Ministre responsable de la région de la Côte-Nord | Michel Letourneau       |
| Ministre délégué aux Affaires intergouvernementales canadiennes Ministre responsable des Relations avec les communautés francophones et acadiennes Ministre responsable de la Réforme électorale Ministre responsable de la Réforme parlementaire                                                                                     | Jean-Pierre Charbonneau |
| Ministre déléguée à l'Emploi | Agnès Maltais           |
| Ministre déléguée à l'Énergie | Rita Dionne-Marsolais   |
| Ministre délégué à l'Environnement et à l'Eau | Jean-François Simard    |
| Ministre délégué à l'Habitation | Jacques Côté            |
| Ministre déléguée à l'Industrie et au Commerce | Lucie Papineau          |
| Ministre déléguée à la Lutte contre la pauvreté et l'exclusion | Nicole Léger            |
| Ministre délégué aux Relations avec les Citoyens et à l'Immigration | André Boulerice         |
| Ministre délégué à la Santé | David Levine            |
| Ministre délégué à la Santé, aux Services sociaux, à la Protection de la jeunesse et à la Prévention | Roger Bertrand          |
| Ministre délégué aux Transports et à la Politique maritime Ministre responsable de la région du Centre-du-Québec | Jacques Baril           |
| Ministre délégué responsable de la région de la Capitale-Nationale | Rosaire Bertrand        |
| Secrétaires d'État |                         |
| Secrétaire d'État à la Condition féminine | Jocelyne Caron          |
| Secrétaire d'État aux Infrastructures | Claude Boucher          |
| Secrétaire d'État à la Recherche, à la Science et à la Technologie | Solange Charest         |
| Secrétaire d'État au Renouvellement de la Fonction publique | Stéphane Bédard         |
| Fonctions parlementaires |                         |
| Leader parlementaire | André Boisclair         |
| Whip en chef du gouvernement | Michel Morin            |

#### Remaniement defévrier 2002
- Rémy Trudel : ministre d'État à la Population, ministre d'État aux Régions.
- François Gendron : ministre d'État aux Ressources naturelles, ministre délégué à la gestion des Forêts et à la Ruralité.
- Michel Létourneau : ministre des Affaires autochtones, ministre délégué au Développement du Nord.

#### Remaniement deseptembre 2002
- Pauline Marois : ministre des Finances, de l'Économie et de la Recherche.

#### Remaniement d'octobre 2002
- Normand Jutras : ministre de la Justice, procureur général.
- Serge Ménard : ministre de la Sécurité publique, ministre des Transports.